# Provinziallandtag der Provinz Oberschlesien
Der Provinziallandtag der Provinz Oberschlesien war der preußische Provinziallandtag für die Provinz Oberschlesien. Er trat in Oppeln zusammen.

## Bildung des Provinziallandtags
Nach der Novemberrevolution vom 9. November 1918 wurden in Preußen 1919 für die Parlamente und der kommunalen Volksvertretungen allgemeine und gleiche Wahlen nach dem Verhältniswahlrecht durchgeführt und erstmals auch das Frauenwahlrecht bewilligt. Hierbei wurden allerdings die Provinziallandtage nicht neu gewählt. Das Gesetz betreffend die Neuwahl der Provinziallandtage vom 16. Juli 1919 regelte, dass die Provinziallandtage aufgelöst und durch die (nun demokratisch gewählten) Kreistage bis zum 1. September 1919 neu gewählt werden sollten.
Mit dem Gesetz, betreffend die Errichtung einer Provinz Oberschlesien vom 14. Oktober 1919 wurde die Provinz Schlesien in die Provinz Oberschlesien und Provinz Niederschlesien aufgeteilt. Aufgrund des Friedensvertrages von Versailles kam es hier auch zu größeren Gebietsabtretungen. Entsprechend wurde ein Provinziallandtag der Provinz Oberschlesien und ein Provinziallandtag der Provinz Niederschlesien gebildet. Die Mitglieder des letzten Provinziallandtags der Provinz Schlesien wurden mit der Aufteilung ohne Neuwahlen je nach Wahlbezirk Abgeordnete der neuen Provinziallandtage.

## In der Weimarer Republik
Mit Art. 74 der Verfassung des Freistaats Preußen vom 30. November 1920 wurde die Wahl der Provinziallandtage durch das Volk festgeschrieben. Diese Verfassungsbestimmung wurde mit dem Gesetz betreffend die Wahlen zu den Provinziallandtagen und zu den Kreistagen vom 3. Dezember 1920 umgesetzt. Nun wurden die Abgeordneten auf vier Jahre direkt vom Volk gewählt. Die Zahl der Abgeordneten hing von der Einwohnerzahl ab. Für die erste und zweite Million Einwohner wurde je ein Abgeordneter für 25 000 Einwohnern gewählt. Für die dritte Million Einwohner wurde je ein Abgeordneter für je 35 000 Einwohnern und in der vierten Million Einwohner ein Abgeordneter je 50 000 Einwohnern gewählt. Mit dem Wahlgesetz für die Provinziallandtage und Kreistage vom 7. Oktober 1925 wurden kleinere Wahlrechtsänderungen eingeführt.

### Wahlergebnisse in der Weimarer Republik
Stimmenanteile der Parteien in Prozent
| Wahltag       | DZP  | SPD  | DNVP 1 | PKVP 2 | KPD | DDP | NSDAP |
| ------------- | ---- | ---- | ------ | ------ | --- | --- | ----- |
| 319.11.1922 3 | 41,1 | 15,1 | 14,0   | 9,3    | 6,7 | 2,4 |       |
| 429.11.1925 4 | 48,2 | 08,5 | 20,9   | 7,2    | 8,4 | 2,3 |       |
| 517.11.1929 5 | 42,2 | 12,2 | 17,3   | 5,7    | 8,9 |     | 02,3  |
| 12.03.1933    | 32,7 | 06,5 | 08,1   | 1,9    | 6,2 |     | 42,3  |

Sitzverteilung
| Jahr | Gesamt | DZP | SPD | DNVP | PKVP | DVP | KPD | DR | DDP | CNBL | OBB | NSDAP |
| ---- | ------ | --- | --- | ---- | ---- | --- | --- | -- | --- | ---- | --- | ----- |
| 1922 | 52     | 21  | 8   | 7    | 5    | 4   | 4   | 2  | 1   |      |     |       |
| 1925 | 54     | 26  | 5   | 12   | 4    |     | 5   |    | 2   |      |     |       |
| 1929 | 55     | 24  | 7   | 10   | 3    |     | 5   |    |     | 3    | 3   |       |
| 1933 | 55     | 18  | 4   | 5    |      |     | 4   |    |     |      |     | 24    |

Fußnoten

## Preußischer Staatsrat
Der Provinziallandtag der Provinz Oberschlesien wählte in der Weimarer Republik fünf Abgeordnete in den Preußischen Staatsrat. Dies waren:
| Nr. | Abgeordneter              | Partei  | Amtszeit                                   | Vertreter           | Partei     | Amtszeit                                 |
| --- | ------------------------- | ------- | ------------------------------------------ | ------------------- | ---------- | ---------------------------------------- |
| 1   | Josef Bitta               | Zentrum | 5. April bis 20. Dezember 1922             | Heinrich Meyer      | Zentrum    | 5. April bis 20. Dezember 1922           |
| 1   | Alfred Stephan            | Zentrum | 20. Dezember 1922 bis 20. September 1924 † | Stephan Schnaeske   | Zentrum    | 20. Dezember 1922 bis 30. September 1924 |
| 1   | Stephan Schnaeske         | Zentrum | 30. September 1924 bis Februar 1926        | Paul Chloewa        | Zentrum    | 30. September 1924 bis Februar 1926      |
| 1   | Georg Janocha             | Zentrum | Februar 1926 bis Januar 1930               | Stephan Schnaeske   | Zentrum    | Februar 1926 bis Januar 1930             |
| 1   | Adolf Kaschny             | Zentrum | Januar 1930 bis April 1933                 | Anton Belda         | Zentrum    | Januar 1930 bis April 1933               |
| 1   | Walther Schmiedling       | NSDAP   | April bis 10. Juli 1933                    | Julius Doms         | Kampffront | April bis 10. Juli 1933                  |
| 2   | Alfred Stephan            | Zentrum | 5. April bis 20. Dezember 1922             | Alois Zipper        | Zentrum    | 5. April bis 20. Dezember 1922           |
| 2   | Ferdinand von Prondzynski | Zentrum | 20. Dezember 1922 bis September 1925       | Stephan Schnaeske   | Zentrum    | 20. Dezember 1922 bis September 1925     |
| 2   | Carl Mücke                | Zentrum | September 1925 bis Februar 1926            | Georg Janocha       | Zentrum    | September 1925 bis Februar 1926          |
| 2   | Adolf Kaschny             |         | Februar 1926 bis Januar 1930               | Max Bloch           | DDP        | Februar 1926 bis Januar 1930             |
| 2   | Georg Janocha             | Zentrum | Januar 1930 bis April 1933                 | Paul Hauke          | SPD        | Januar 1930 bis April 1933               |
| 2   | Max Burda                 | NSDAP   | April bis 10. Juli 1933                    | Joseph Meyer        | NSDAP      | April bis 10. Juli 1933                  |
| 3   | Ferdinand von Prondzynski | Zentrum | 5. April bis 20. Dezember 1922             | Alois Zipper        | Zentrum    | 5. April bis 20. Dezember 1922           |
| 3   | Gottfried Schwendy        | AG      | 20. Dezember 1922 bis 21. Januar 1925      | Karl Euling         | AG         | 20. Dezember 1922 bis 21. Januar 1925    |
| 3   | Karl Euling               | AG      | 21. Januar 1925 bis Februar 1926           | Rudolf von Watzdorf | AG         | 21. Januar 1925 bis Februar 1926         |
| 3   | Waldemar Ossowski         | SPD     | Februar 1926 bis Januar 1930               | Paul Hauke          | SPD        | Februar 1926 bis Januar 1930             |
| 3   | Rudolf von Watzdorf       | AG      | Januar 1930 bis April 1933                 | Rudolf Brennecke    | AG         | Januar 1930 bis April 1933               |
| 3   | Adolf Kaschny             | Zentrum | April bis 10. Juli 1933                    | Hans Lukaschek      | Zentrum    | April bis 10. Juli 1933                  |
| 4   | Waldemar Ossowski         | SPD     | 5. April bis 20. Dezember 1922             | Josef Brisch        | SPD        | 5. April bis 20. Dezember 1922           |
| 5   | Ernst Trappe              | SPD     | 5. April bis 20. Dezember 1922             | Karl Okonsky        | SPD        | 5. April bis 20. Dezember 1922           |

## Reichsrat
Nicht der Provinziallandtag der Provinz Oberschlesien direkt, sondern der von ihm gewählte Provinzialausschuss wählte in der Weimarer Republik ein Mitglied in den Reichsrat. Dies war 1921 bis 1933 Hans von Praschmar (ZtR).

## Machtergreifung und Ende des Provinziallandtags
Die Machtergreifung der Nationalsozialisten 1933 bedeutete auch das Ende des Provinziallandtags. Mit dem Gesetz über die Übertragung von Zuständigkeiten der Provinzial- (Kommunal-) Landtage, … auf die Provinzial- (Landes-) Ausschüsse, … vom 17. Juli 1933 verlor der Provinziallandtag seine Aufgaben, mit dem Gesetz über die Erweiterung der Befugnisse des Oberpräsidenten (Oberpräsidentengesetz) vom 15. Dezember 1933 wurde geregelt: „Die Provinziallandtag, Provinzialausschüsse und Provinzialkommissionen werden aufgelöst. Eine Neubildung findet nicht statt.“
Als Folge des Zweiten Weltkrieges wurden 1945 Oberschlesien unter polnische Verwaltung gestellt, wobei die deutschsprachige Bevölkerung zu einem hohen Anteil vertrieben wurde. Entsprechend wurde der Provinziallandtag nicht mehr neu gebildet.

## Mitglieder
Für die Mitglieder siehe Kategorie:Mitglied des Provinziallandtages von Oberschlesien.